# ベイビートゥース
『ベイビートゥース』は、GReeeeNの11枚目のオリジナルアルバム。2021年12月22日にユニバーサルミュージックから発売された。

## 解説
前作『ボクたちの電光石火』から11か月を経ての作品。アルバム名の由来は、baby tooth albumとも呼ばれている乳歯を保管する乳歯ケースから。

## 収録曲
- 全曲 作詞、作曲 : GReeeeN

1. アカリ [2:58]
  - TBS 日曜劇場『｢TOKYO MER〜走る緊急救命室〜｣』主題歌
  - 35thシングル
2. たけてん [3:53]
  - 映画『｢漁港の肉子ちゃん』 エンディングテーマ
3. 蕾 [3:28] 
  - TBS「東日本大震災10年プロジェクト｣ テーマソング
4. SUGEEYABEE [2:37]
5. 青焔 [4:29]
  - 全国高校軽音楽部大会『第1回 We are Sneaker Ages』大会テーマソング。
6. lemonade [2:54]
  - ABEMA『恋する♥週末ホームステイ in the Resort』主題歌
7. ファイトソング [2:54]
8. クリスマスの夜に [3:04]
9. from [2:14]
10. 蕾 -Orchestra ver.- [3:43]
  - 初回盤のみ収録
  - 35thシングルカップリング